# Wanglspitze
Die Wanglspitze ist ein 2420 m ü. A. hoher Berg in den Tuxer Alpen, der zum westlichen Talhang des Zillertales gehört. Der Berg befindet sich im nordwestlichen Teil des Schigebietes am Penken und liegt etwa sieben Kilometer westnordwestlich von Mayrhofen.
Am östlichen Berghang der Wanglspitze wurde 2001 die 150er Tux errichtet. Die Bergstation dieser nur während der Wintersaison betriebenen Pendelbahn befindet sich auf dem Gipfel der Wanglspitze. Während der Sommermonate ist die Wanglspitze über einen Wanderweg erreichbar, der in knapp zwei Stunden Gehzeit vom Gipfelbereich des Penken über die Wanglalm zum Berggipfel hochführt.

## Bilder

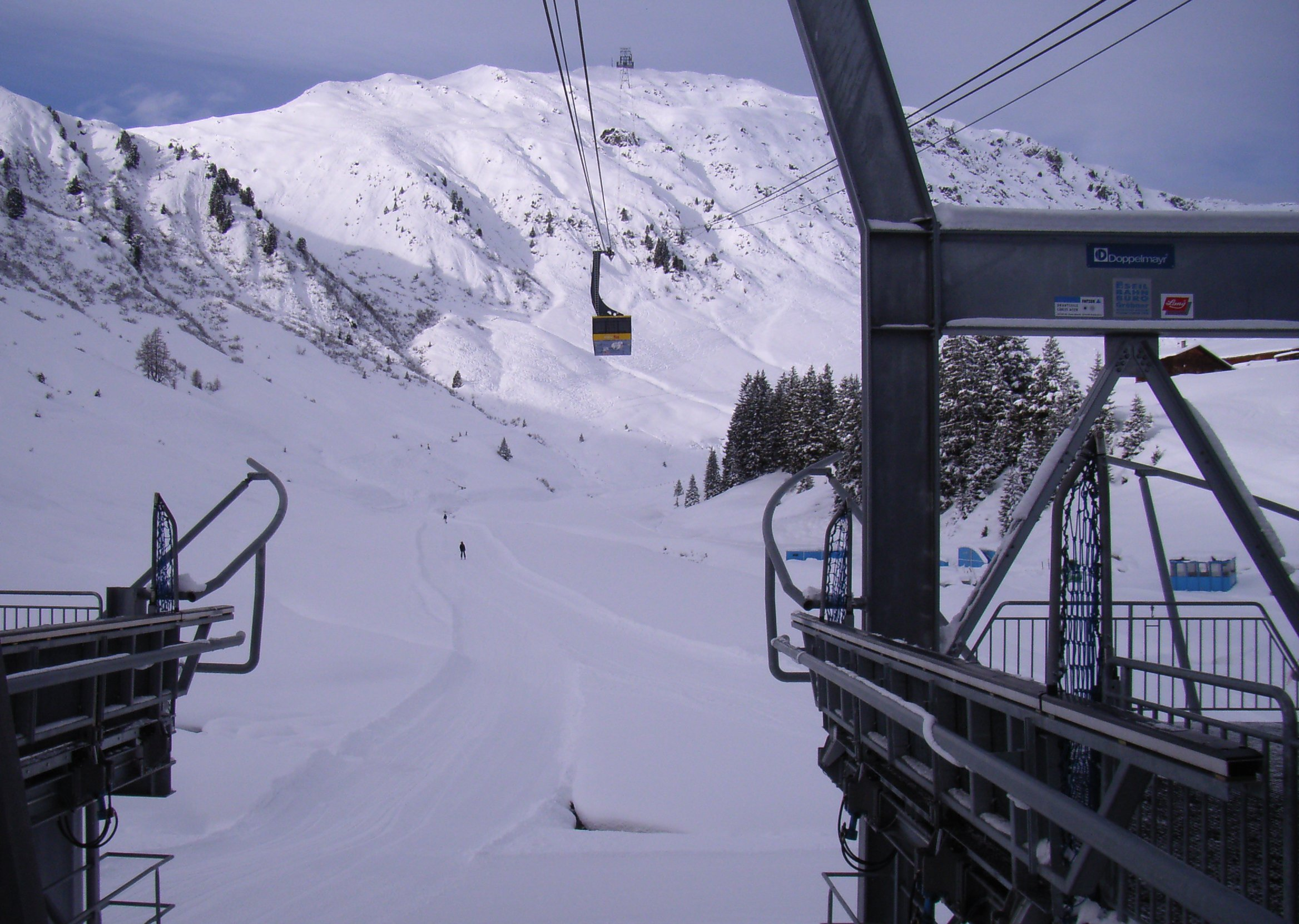
Die Wanglspitze, von der Talstation der 150er Tux her gesehen.
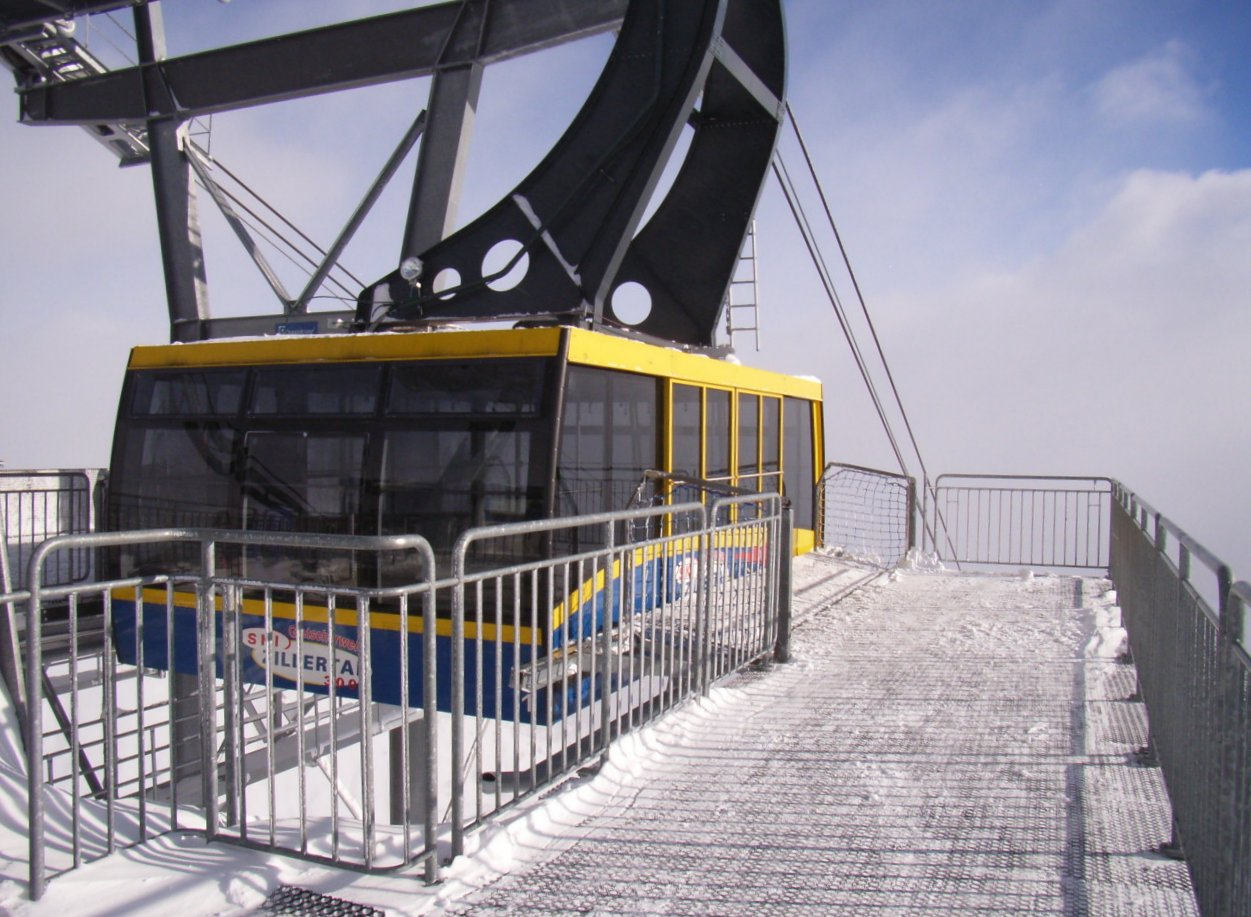
Eine Kabine der 150er Tux auf der Bergstation am Gipfel der Wanglspitze.
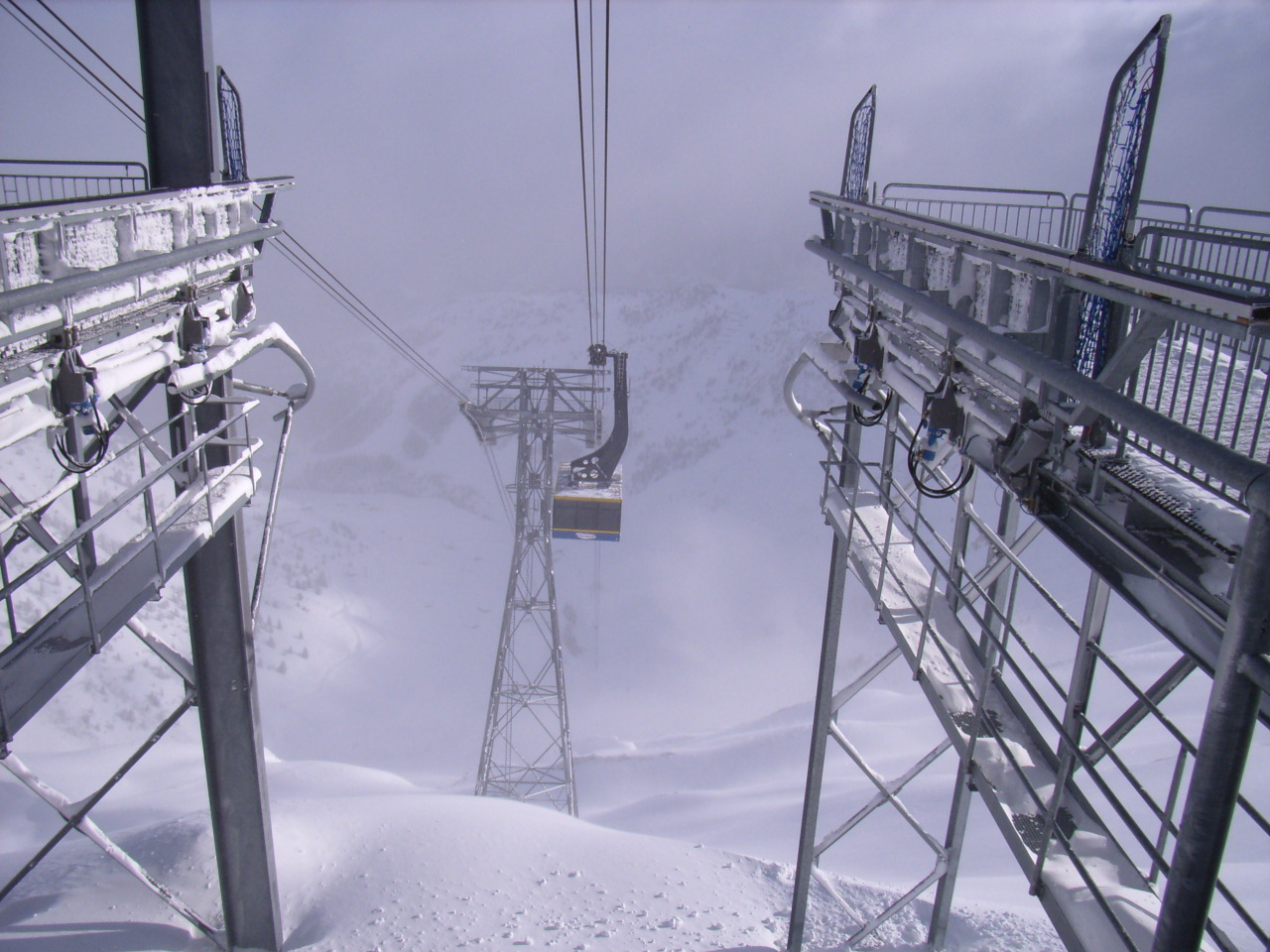
Blick von der Wanglspitze in Richtung Talstation der 150er Tux.
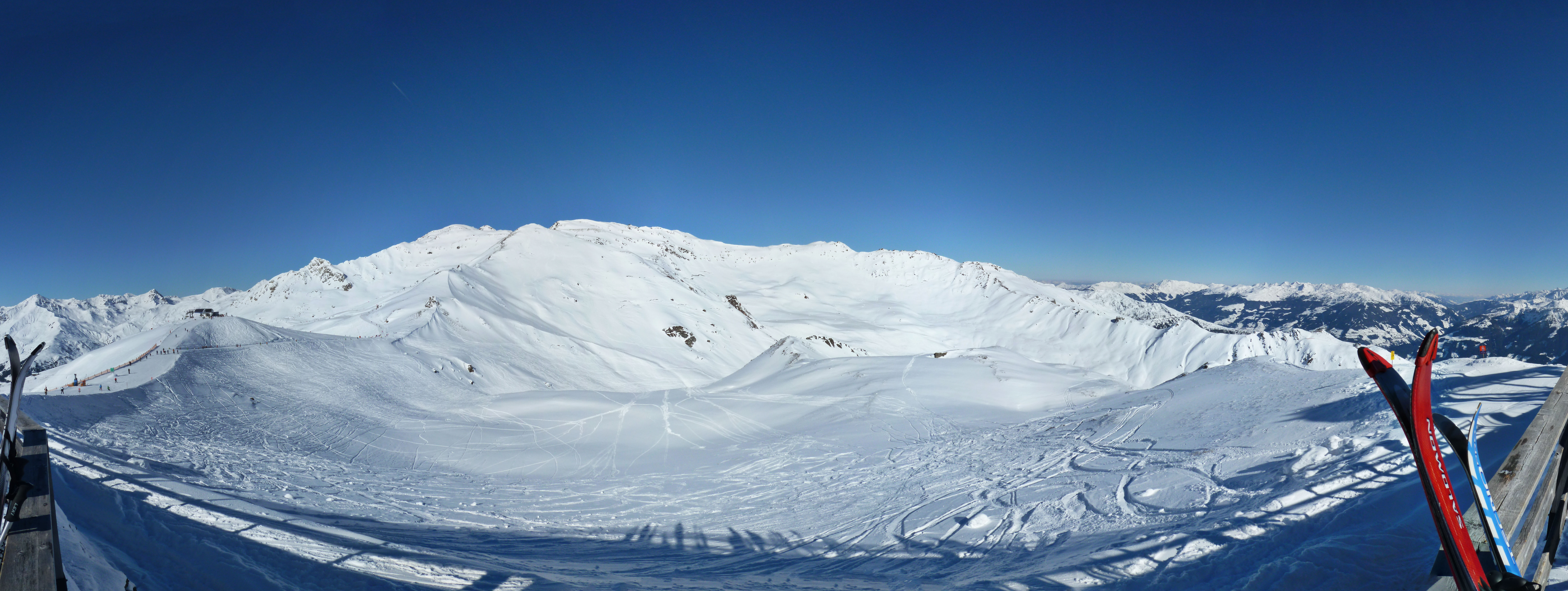
Blick von der Wanglspitze nach Norden, mit dem Pangert sichtbar im Hintergrund.
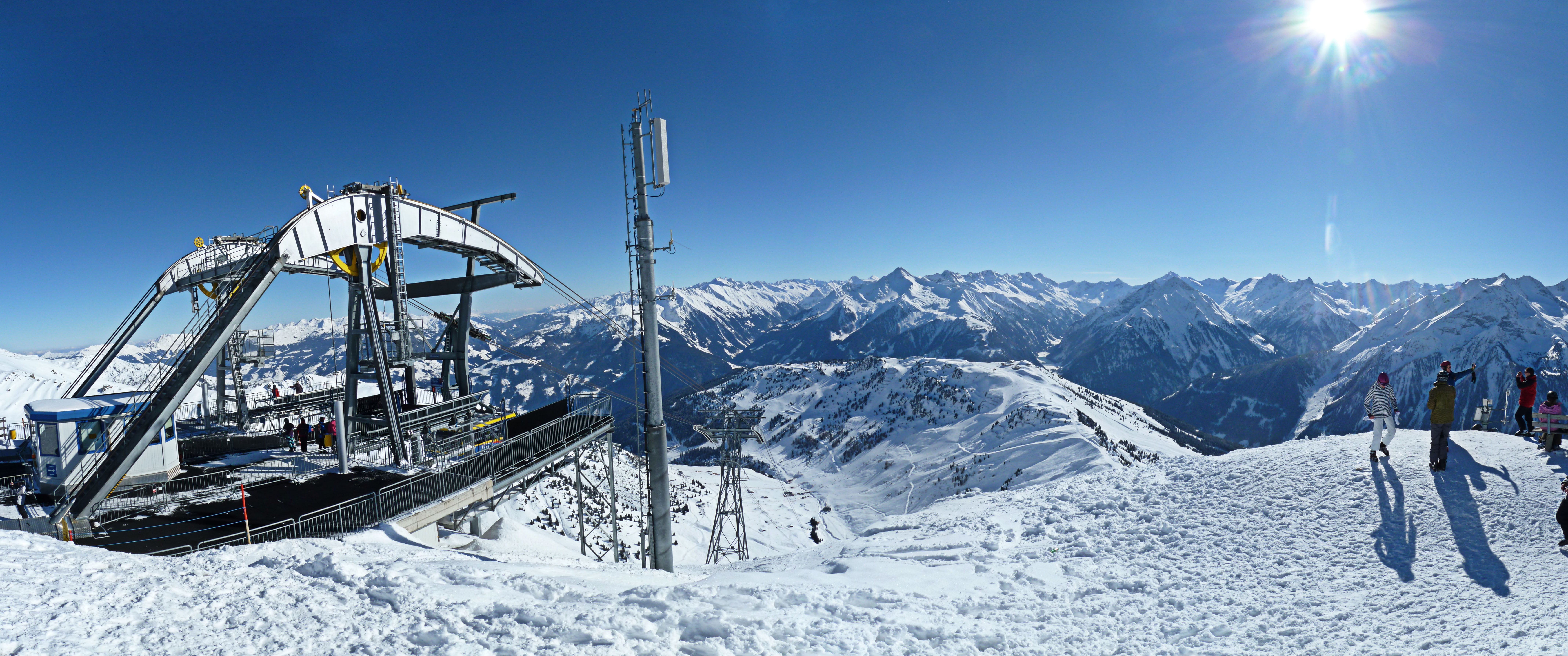
Blick von der Wanglspitze nach Osten, mit der Pendelbahn und Aussicht ins Mayrhofener Skigebiet.